# Rajeg (plaats)
Rajeg is een bestuurslaag in het regentschap Tangerang van de provincie Banten, Indonesië. Rajeg telt 11.857 inwoners (volkstelling 2010).